# Prédicateur de la Maison pontificale

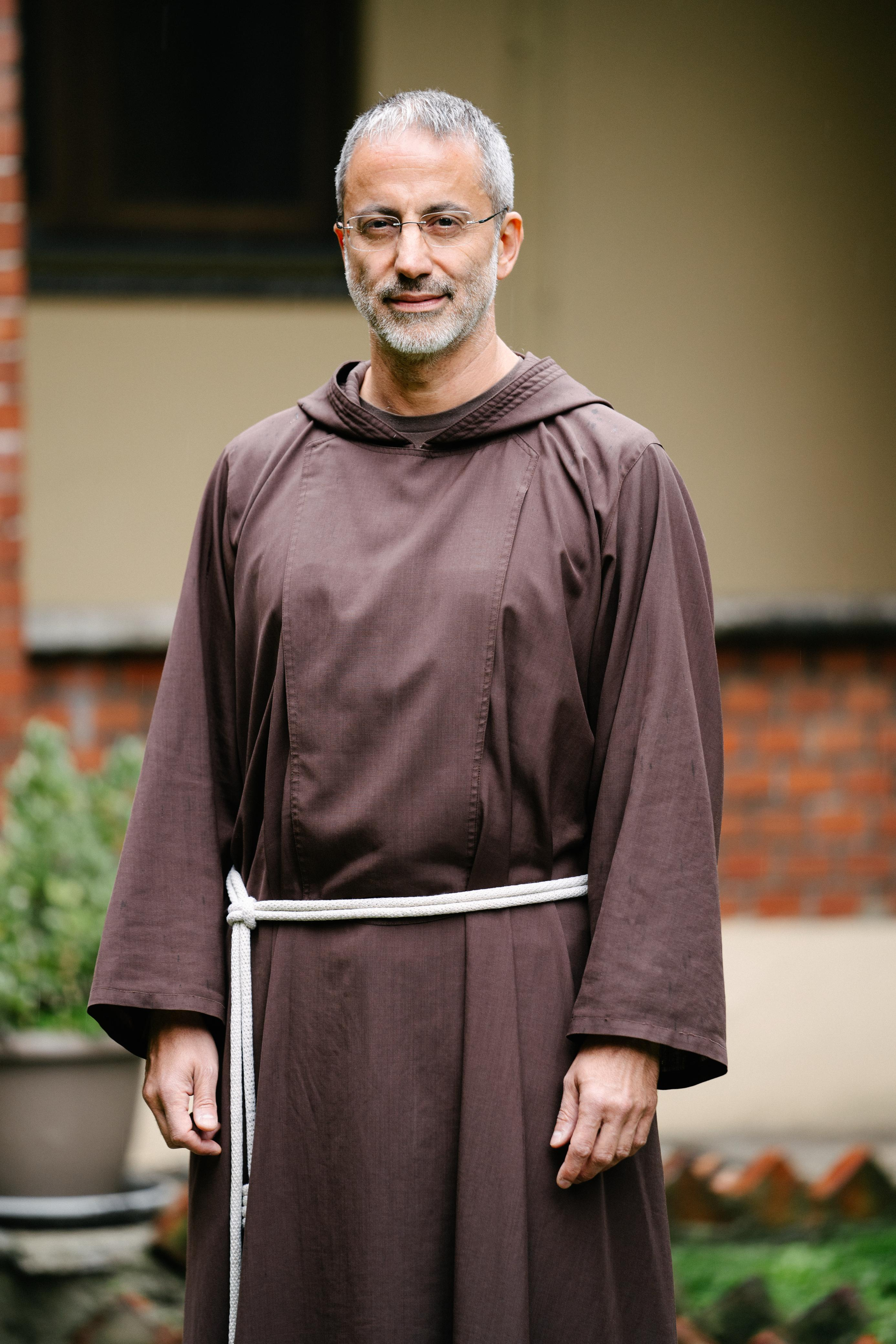
Roberto Pasolini, prédicateur de la Maison pontificale depuis 2024.

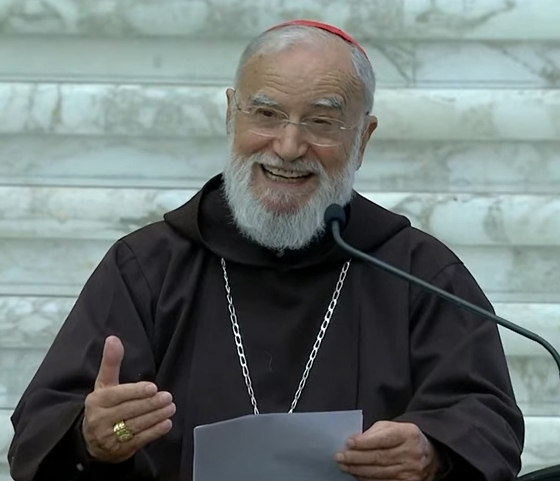
Raniero Cantalamessa, prédicateur de la Maison pontificale de 1980 à 2024.

Le prédicateur de la Maison pontificale est une entité de la Curie romaine. Cette personne donne la médiation chrétienne (en) au Pape et à d'autres hauts fonctionnaires de la Curie. Il est le seul autorisé à prêcher devant le pape. Le poste est occupé depuis 2024 par Roberto Pasolini. De 1980 à 2024, il était tenu par Raniero Cantalamessa, créé cardinal en 2020.

## Historique
Créée par le pape Paul IV en 1555, c'est Benoît XIV en 1743 qui confère à ce rôle un membre des frères mineurs capucins,.

## Prédicateurs
- Francisco di Jesi, OFMCap (?–1532)[3]
- Callisto Fornari, CRL (1532–?)[3]
- Francisco de Toledo, SJ (1569–1593), ensuite cardinal[3]
- Ambrogio Brandi, OP (1593–1595)[3]
- Anselmo Marzato, OFMCap (1595–1604), ensuite archevêque de Chieti et cardinal[3]
- Pedro della Madre di Dio, OCD (1604–1608)[3]
- Jeronimo da Narni, OFMCap (1608–1629)[3]
- Nicola Riccardi, OP (1629–1639)[3]
- Luigi Albrizzi, SJ (1639–1651)[3]
- Giovanni Paolo Oliva, SJ (1651–1673)[3]
- Bonaventura Massari da Recanati, OFMCap (1673–1680?)[3]
- Tommaso Maria Ferrari, SJ (1680?–1692)[3]
- Paolo Segneri, SJ (1692–1694)[3]
- Francesco Maria Casini, OFMCap (1707–1712), ensuite cardinal[3]
- Bonaventura Barberini (de), OFMCap (1718–1740), ensuite archevêque de Ferrara[3]
- Michelangelo Franceschi da Reggio, OFMCap (1740–1750)[3]
- Francesco Maria da Bergamo OFMCap (1752–1773)[3]
- Giuseppe Maria Luvini da Lugano OFMCap (1773–1785)[3]
- Pietro da Como OFMCap (1785–1791)[3]
- Pierantonio da Parma OFMCap (1791–1793)[3]
- Giovanni da Bosco Luganese OFMCap (né Giovanni Fraschina) OFMCap (1793–1804)[3]
- Federico da san Giovanni OFMCap (1804–1817)[3]
- Giuseppe Maria da Pescia OFMCap (1817–1820)[3]
- Ludovico Micara da Frascati OFMCap (1820–1827), ministre général des capucins et ensuite cardinal[3]
- Domenico Alfonso Serafini OFMCap (1827–1840)[3]
- Luigi da Bagnaia OFMCap (né Pietro Paolo Pietrosi) (1840–1845)[3]
- Ignazio da Rovereto OFMCap (1845–1847)[3]
- Lorenzo Signani da Brisighella OFMCap (1847–1855)[3]
- Luigi da Trento OFMCap (1855–1867)[3]
- Eusebio Manier da Monte Santo OFMCap (1867–1881)[3]
- Paolo Marco Tei OFMCap (1881–1904)[3]
- Pacifico Carletti da Seggiano OFMCap (1904–1914)[3]
- Luca Ermenegildo Pasetto OFMCap (Luca da Padova) OFMCap (1914–1921)[3]
- Vigilio Federico Dalla Zuanna OFMCap (1921–1931), ensuite ministre général des capucins et évêque de Carpi[3]
- Vigilio da Valstagna OFMCap (né Federico Dalla Zuanna) (4 septembre 1931 – 12 mai 1941)[3]
- Clemente da Santa Maria di Punta OFMCap (né Albino Vicentini) (1er janvier 1944 – 20 mars 1959)[3]
- Ilarino da Milano OFMCap (né Alfredo Marchesi) (20 mars 1959 – 23 janvier 1980)[3]
- Raniero Cantalamessa OFMCap (23 janvier 1980–9 novembre 2024), cardinal[3]
- Roberto Pasolini (de) OFMCap (depuis le 9 novembre 2024)[4]